# 加西亞 (科羅拉多州)
加西亞（英語：Garcia）是位於美國科羅拉多州科斯蒂亞縣的一個非建制地區。該地的面積和人口皆未知。

## 地理
加西亞的座標為37°00′12″N 105°32′12″W / 37.00333°N 105.53667°W，而該地的平均海拔高度為2355米（即7726英尺）。